# 大唐極樂寺
大唐極樂寺，位於今江西新建縣大塘鄉彭家村村東。史載唐貞觀二年（公元628年），唐太宗大定天下後，南巡至江州。及戊子之秋，由潯陽經白鹿洞抵達豫章，途經離西昌城百里處的儀鳳鄉。唐太宗見此地風光秀麗，民安物阜，遂令匠工在此建寺，並御筆親題「大唐極樂寺」，命文學館十八學士之一的蔡允恭記念之。
清朝初年，因忌諱，「唐」字加「土」，寺名改為「大塘極樂寺」。康熙年間，再簡為「極樂寺」。今「大塘鄉」的「塘」字也是清初為求避諱而得。